# Daniel García González
Daniel García González (Andorra la Vella, 9 ottobre 1984) è un judoka andorrano.
Ha partecipato ai Giochi di Pechino 2008, dove ha rappresentato il suo Paese nella cerimonia di chiusura, e di Londra 2012.